# Clare Burrage
Clare Joanna Burrage es una física de partículas de nacionalidad inglesa, en la Universidad de Nottingham. Ha hecho contribuciones significativas a investigación a la energía oscura, utilizando sondas astrofísicas e interferometría.

## Primeros años y educación
Burrage atribuye su amor a la cosmología al pasar en automóvil frente al telescopio Lovell en el Observatorio del Banco Jodrell de niña. Asistió a Collingwood College, Surrey, alcanzando niveles A en Matemáticas, Otras Matemáticas y Alemán. Estudió matemáticas en la Universidad de Cambridge, obteniendo una Maestría en el 2004 y Parte III de los Tripos Matemáticos en 2005. Mientras era una estudiante, Burrage trabajaba en Legoland Windsor Resort. Para su investigación de posgrado se unió a Anne-Christine Davis en el Departamento de Matemáticas Aplicadas y Física Teórica, estudiando Campos Escalares y la Expansión Acelerada del Universo. Ella detectó los signos de la elusiva Partícula Camaleón en el núcleo galáctico activo de Messier 87.

## Investigación y carrera
Burrage fue nombrada como becaria posdoctoral en el grupo de física teórica en DESY en 2008. Mientras que estaba en DESY encontró evidencia astrofísica de la conversión del axión-fotón. Se trasladó a la Universidad de Ginebra en 2010, trabajando en cosmología. En 2011 Burrage fue nombrada becaria de investigación Anne McLaren en el Universidad de Nottingham. Burrage utiliza la observación de la luz de fuentes astrofísicas para probar la presencia de energía oscura. Fue galardonada con una beca de investigación del  Royal Society en 2013 y de nuevo en 2018. Ganó el Premio y Medalla del Instituto de Maxwell de Física. Burrage trabaja en el Centro de Materia Fría en Imperial College London, donde desarrolla interferómetros atómicos de pulso liviano para acelerar los átomos para la detección de fuerza. Combinando observaciones astrofísicas con técnicas atómicas, Burrage ha proporcionado las mejores restricciones en las diversas formas en que la energía oscura puede interactuar con la materia.

## Compromiso público
Burrage ha tomado parte en varias actividades de participación pública, incluyendo Soy Un Científico, Sacame de Aquí. Ella fue parte de un programa de emparejamiento con un miembro del Parlamento y ha presentado su trabajo en el Palacio de Westminster. Ha participado en el Festival Internacional de Edimburgo y Hay Festival. Fue seleccionada por el Consejo Británico para representar al Reino Unido en Ciencia Viva en Hong Kong. Ha participado en la premiada serie de videos de física Sixty Symbols.